# Wisteria
Wisteria é um género botânico pertencente à família Fabaceae. São lianas conhecidas popularmente por glicínias.

## Espécies
- Wisteria brachybotrys
- Wisteria floribunda - Wistéria-japonesa
- Wisteria frutescens - Wistéria-americana
- Wisteria japonica
- Wisteria macrostachya - Wistéria-do-kentucky
- Wisteria sinensis - Wistéria-chinesa
- Wisteria venusta - Wistéria-de-seda
- Wisteria villosa